# Верберн, Йохем
Йохем Верберн (нидерл. Joachim Hermanus Jacobus Verberne; 20 января 1978 года, Алкмар) — голландский спортсмен, гребец. Серебряный призёр Летних Олимпийских игр 2000 года. На данный момент работает директором отдела по международному сотрудничеству Всемирного фонда дикой природы.

## Биография
Йохем Верберн родился 9 января 1978 года в нидерландском городе Алкмар, Северная Голландия. Тренировался на базе клуба «Watersportvereniging Braassemermeer» в Каг-эн-Брассеме, а после — «Société Nautique de Genève», Женева. Профессиональную карьеру гребца начал с 1995 года.
Первым соревнованием международного уровня, в котором Верберн принял участие, был чемпионат мира по академической гребле среди юниоров 1995 года, проходивший в польском городе Познань. Во время финального заплыва его команда финишировала третьей с результатом 6:09.910, уступив первенство соперникам из Франции (6:07.660 — 2-е место) и Италии (6:05.350 — 1-е место).
Единственная олимпийская медаль в активе Верберна была добыта на Летних Олимпийских играх 2000 года в Сиднее. В составе четвёрки парной его команда пришла второй в финальном заплыве. С результатом 5:47.91 они выиграли серебряный комплект наград, уступив первенство соперникам из Италии (5:45.56 — 1-е место), но опередив соперников из Германии (5:48.64 — 3-е место).